# Jäders bruk

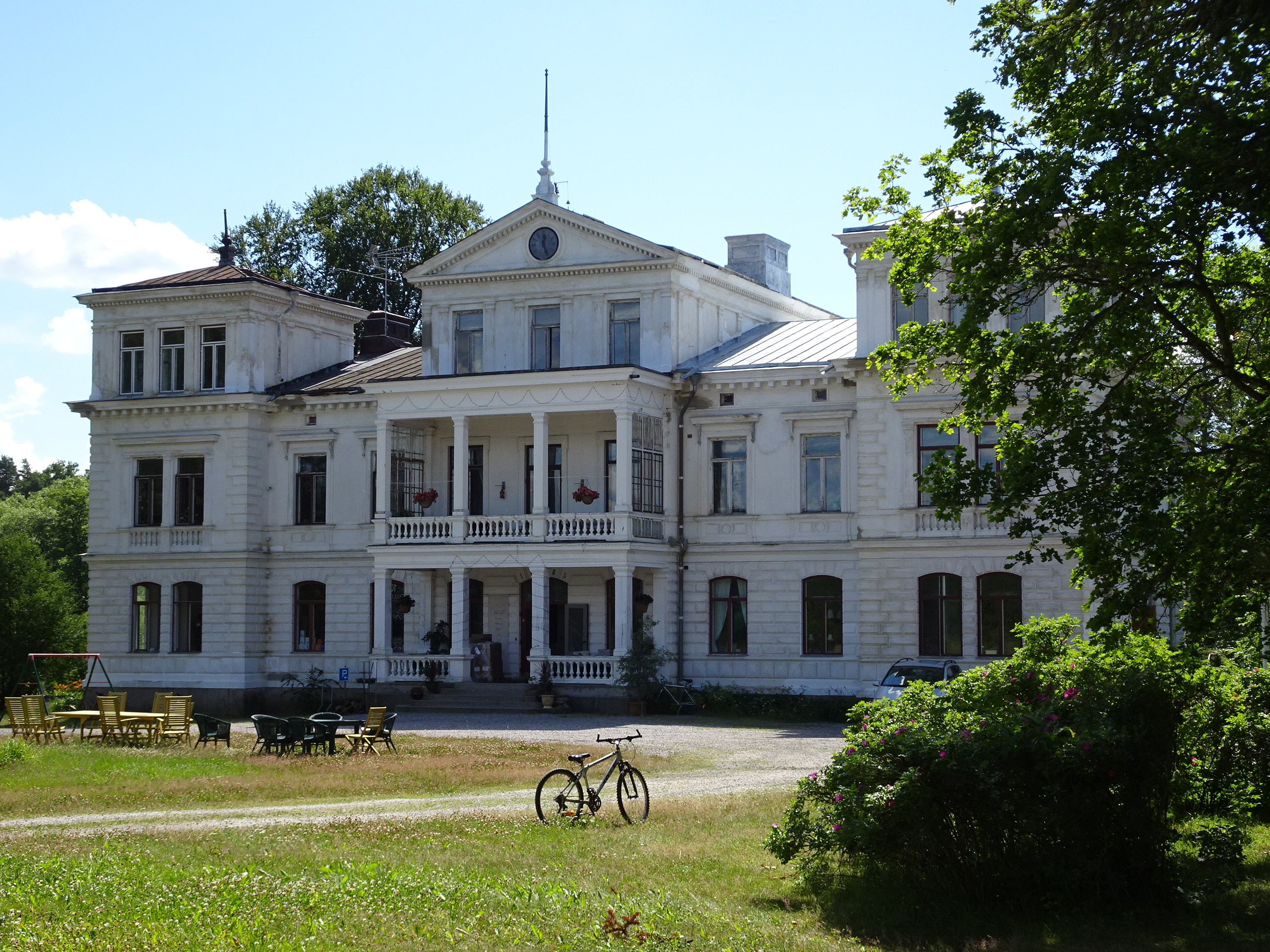
Jädersbruks herrgård.

Jäders bruk var ett järnbruk i nuvarande Jädersbruks samhälle i Arboga kommun. Här finns numera Jädersbruks ekologiska herrgård.
Jäders gård skänktes 1359 till Julita kloster och drogs 1527 in till kronan. Gustav Vasa lät på 1550-talet inrätta verkstäder för tillverkning av hillebarder och rustningar på Jäders holme för att utnyttja vattenkraften på platsen och minska det utländska beroendet för behovet av moderna vapen. Tillverkningen sköttes till att början i fri form av smederna men omorganiserades på 1640-talet till ett faktori, Arboga faktori med Hans Kruusbart som faktor, vilken erhöll privilegium på bruket. Konflikter med smederna ledde till att Kruusbart snart tvingades avgå, och ersattes av nya faktorer. Bruket fortsatte att vara kronogods till 1757 då det såldes till familjen Neuman, snart adlad Mannerstråle, som tidigare varit faktorer vid bruket. Familjen Mannerstråle kom att äga bruket till dess det 1965 såldes till Domänverket. Sin höjdpunkt hade bruket i slutet av 1600-talet, då fanns det omkring 26 smedsmästare vid bruket. Under 1600-talet kom grovsmide att överta huvuddelen av produktionen med varor som harvpinnar, yxor, spadar, hackor, järnspett, kofötter med mera. Spiksmide var en annan viktig produkt. Under 1700-talet minskade antalet smedjor till ungefär hälften. Under 1800-talet ökade antalet smeder åter något. I början av 1900-talet upphörde järnbruket och Jäder blev en ren skogs- och jordbruksegendom, smedjorna revs på 1920- och 1930-talet.
Vid järnbruket fanns två lancashirehärdar och två räckhärdar. Till egendomen hörde tegelbruk, kvarn och såg. Vapentillverkningen upphörde under 1700-talet och ersattes av produktion av civila varor och redskap för kronans behov.
Föreningen Jädersbruksvänner bildades 1997 och har som huvudsyfte att visa hur en levande bruksmiljö kan ha sett ut förr i tiden samt att ge möjlighet att studera och praktisera gamla tiders tekniker. Föreningen sammanställer och sprider budskapet om Jäders bruks historia via olika media. Olika evenemang ingår också som en viktig del för att visa upp Jäders bruk.
Föreningen arbetar för att bevara aktiviteter och miljö kring det anrika bruket, vilka skall spegla utvecklingen århundrade för århundrade. Den ”röda tråden” sträcker sig från 1500-talets vapensmedjor till dagens datoriserade och mekaniserade tillvaro.
Jädersbruks museum öppnades 2017. Där finns ångmaskiner, motorer och gamla lantbruksmaskiner. Museet drivs av föreningen Jädersbruksvänner. Syftet är att visa hur en levande bruksmiljö kan ha sett ut förr i tiden.

## Jädersbruks ekologiska herrgård
I Jädersbruks ekologiska herrgård drivs Jädersbruks mat & Livsstilsbutik med företrädesvis ekologisk profil samt restaurang och kafé. Där säljs även ekologiska färger och oljor.

## Bildgalleri

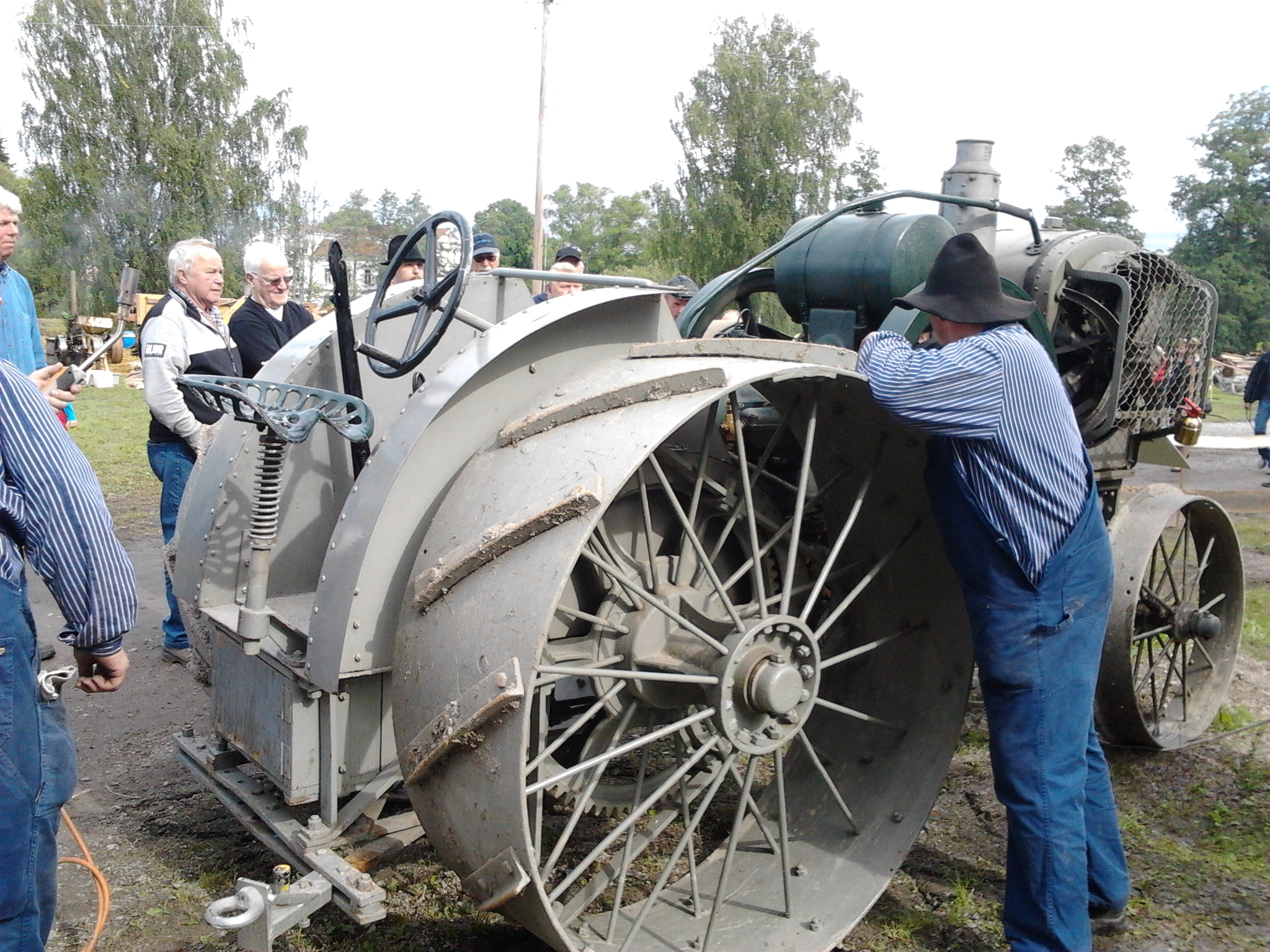
Munktells Mekaniska Verkstad-traktor med tändkulemotor, Jädersbruksdagarna 2012
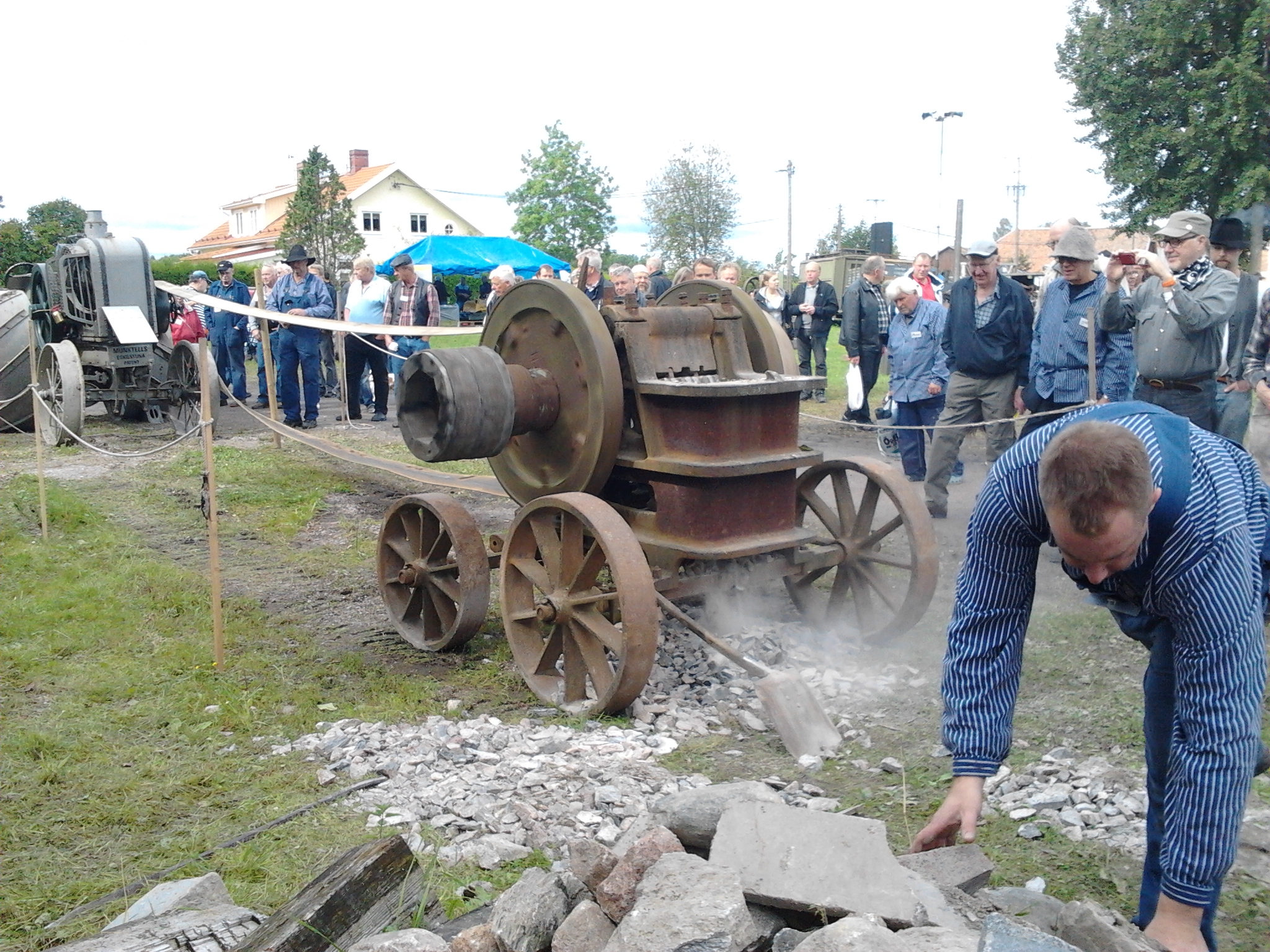
Jädersbruksdagarna 2012. Stenkross som drivs via drivrem från traktor
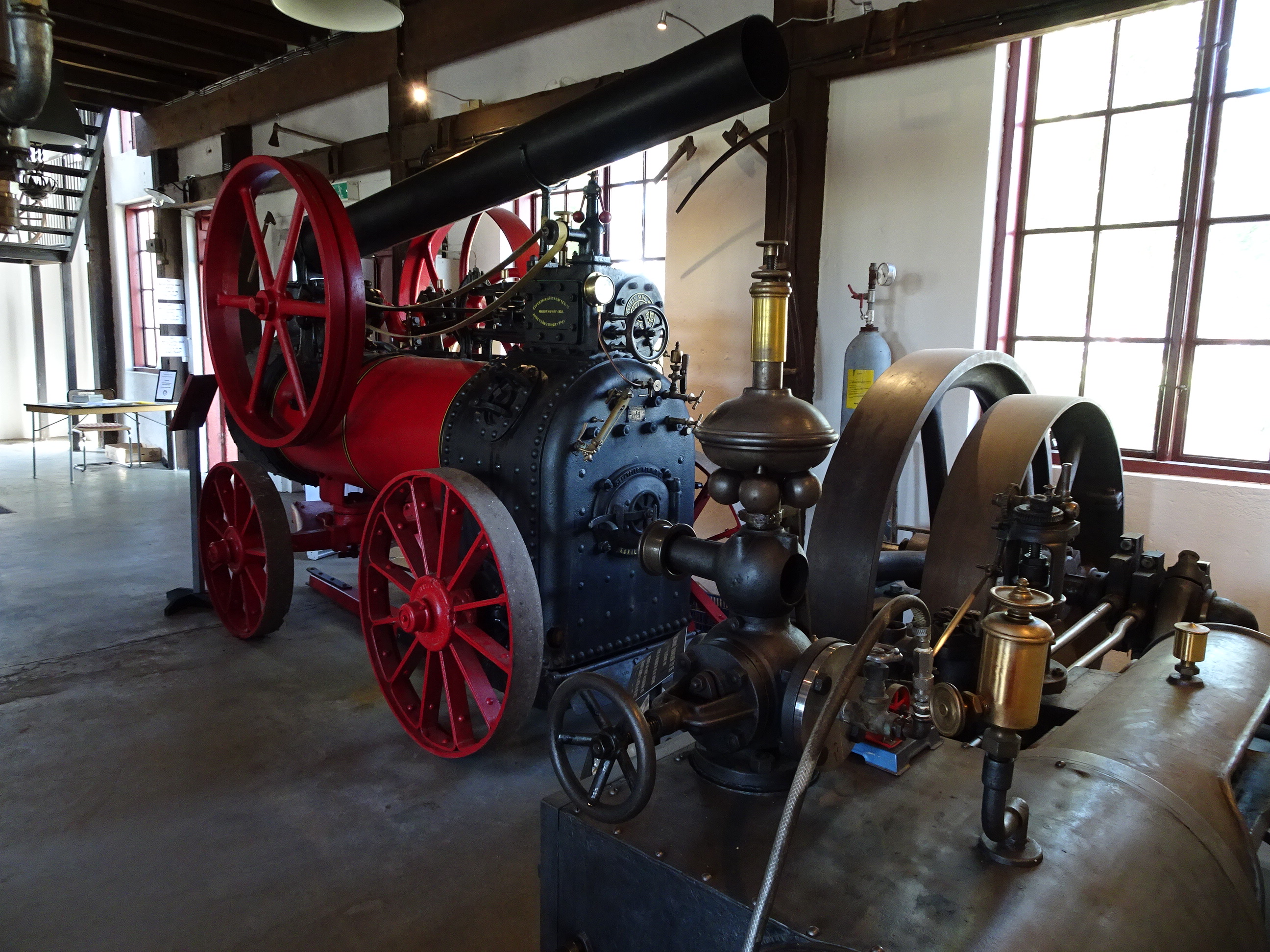
Jädersbruks museum. Lokomobil tillverkad av Munktells Mekaniska Verkstad